# Mozarabisk sång

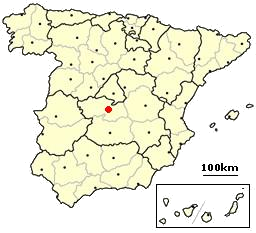
Toledos belägenhet i Spanien

Mozarabisk sång är den liturgiska monofona sång som används i den mozarabiska riten inom den romersk-katolska kyrkan. Sången är besläktad med men väsensskild från gregoriansk sång. Ursprungligen tillkom den på den iberiska halvön som då stod under visigotiskt styre och med katolska mozaraber under muslimskt styre. Sången ersattes av den romerska ritens musik i och med Reconquista. Även om sångens ursprungliga och medeltida form till största delen är förlorad, har ett fåtal sånger överlevt tillsammans med läsbar notation. Sången återupplivades i modifierad form och används nu på några ensligt belägna platser i Spanien, företrädesvis i Toledo.

### Översättning
Den här artikeln är helt eller delvis baserad på material från engelskspråkiga Wikipedia.